# Robert Hutzen Stamm
Robert Hutzen Stamm (født 8. april 1877 i København, død 18. februar 1934 sammesteds) var en dansk zoolog.
Stamm blev mag.scient. 1901, docent (1908) og leder af universitetets histologiske laboratorium. Han skrev om musklernes befæstelse til det ydre skelet hos leddyrene (1904), om sidekirtlerne hos skovspidsmusen (1914), samt flere mindre afhandlinger. Desuden er han forfatter til et stort antal værdifulde biografier af zoologer. Stamm omfattede sit laboratorium med levende interesse og forøgede i høj grad dets undervisningsmateriel. Fra 1920 var Stamm redaktør af Ornitologisk Forenings tidsskrift.